# Télévision numérique terrestre
Pour les articles homonymes, voir TNT.
La télévision numérique terrestre (TNT) est une évolution technique en matière de télédiffusion, fondée sur la diffusion de signaux de télévision numérique par un réseau de réémetteurs hertziens terrestres. Par rapport à la télévision analogique terrestre à laquelle elle se substitue, la télévision numérique terrestre permet de réduire l'occupation du spectre électromagnétique tout en multipliant le nombre de canaux ou chaînes de télévision disponibles par fréquence, grâce à l'utilisation de modulations et normes adaptées, d'obtenir une meilleure qualité d'image, ainsi que de réduire les coûts d'exploitation pour la diffusion et la retransmission une fois les coûts de mise à niveau amortis.
La télévision numérique terrestre se distingue de la télédiffusion numérique historiquement déployée par satellite et la télédistribution par réseau câblé, pour lesquelles les normes comme le Digital Video Broadcasting sont adaptées.

Standards de diffusion numérique terrestre par pays (DVB-T, ATSC, ISDB, TDMB)

Selon des pays, l'abandon de la télédiffusion analogique se déroule durant plus de deux décennies. Ainsi, en Europe continentale, la Turquie est le dernier pays à commencer à l'exploiter, durant l'année 2021. En 2022, une quinzaine de pays n'ont toujours pas commencé la transition numérique de leur télédiffusion terrestre nationale ; Bengladesh, Belize, Burundi, Centrafrique, Comores, Dominique, Érythrée, Haïti, Irak, Jamaïque, Liban, Libye, Mauritanie, Nicaragua, République Dominicaine et Trinité-et-Tobago.

## Contexte historique
Au début des années 1990, après l'échec commercial de quelques normes analogiques européennes comme le D2 Mac, le HD Mac ou le PALplus et dans le cadre d'un consortium nord-américain nommé Grand Alliance réunissant certains grands acteurs de l'électronique, les bases d'une normalisation de la vidéo numérique et de la future télévision numérique sont posées. Les formats vidéo numérique déjà normalisés dans le cadre du MPEG dès 1988 permettent d'envisager de nouveaux système de télédiffusion censés remplacer les normes analogiques exploités depuis les années 1950.
Pour des motifs de coûts et de rapidité de mise en œuvre, la télévision par satellite dès 1994 commence à exploiter la télédiffusion numérique, dont le lancement commercial devient effectif un an plus tard. Certains réseaux câblés l'introduisent partiellement à partir de 1997. Pour la télédiffusion terrestre, après des émissions expérimentales entre 1998 et 2001, certains pays commencent à l'exploiter au moins localement pour couvrir certaines grandes agglomérations, à partir de 2002.
Plusieurs évolutions de la norme se succèdent entre 2005 et la décennie 2020, entrainant parfois l'obligation de remplacer le téléviseur, comme le passage au MPEG-4, à la haute définition ou au DVB-T2. Le choix d'un codec lite vidéo ou audio, du HDR  n'est pas une évolution mais une adaptation pour la télévision, l'évolution c'est la modulation 256QAM du DVB-T2 supportant UHD, obligation de remplacer l'ancien téléviseur DVB-T1.

### Principes techniques

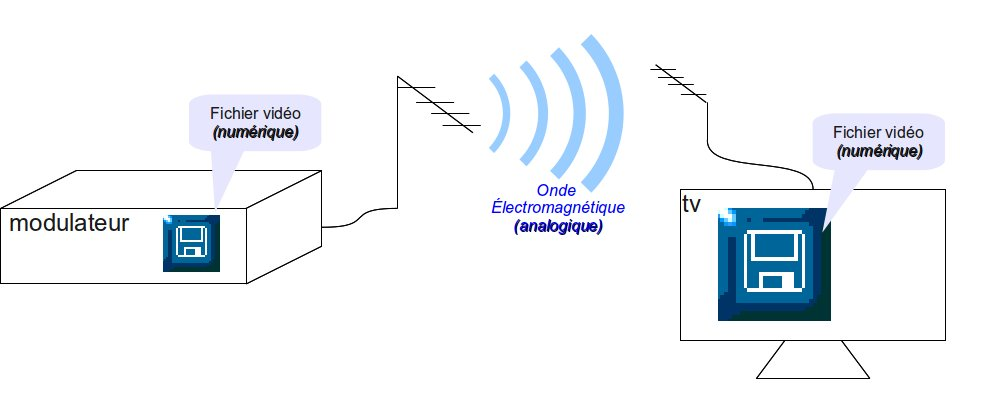
transmission TV

Pour la TNT comme pour la télédiffusion analogique, les ondes radio utilisées pour transporter l'image sont modulées et produisent un signal analogique hertzien. Les mêmes bandes de fréquences sont exploitées dans les deux cas. Le type de codage et de modulation sont différents.
Pour la télévision analogique, le signal émis ou fréquence porteuse exploite une modulation analogique, variant proportionnellement au contenu du signal vidéo composite de résolution standard « SD » et de norme 625 lignes pour l'Europe, ou 525 lignes pour l'Amérique du Nord et l'Asie est retransmis conformément à une classification normalisée, symbolisée par une lettre : la Norme de modulation peut comprendre un signal couleur standardisé ainsi que d'autres données ou services associées (audio multicanal ou stéréo analogique ou numérique Nicam, télétexte, Guide de programmes, sous-titres, etc.
Pour la norme de télévision numérique terrestre, non seulement les données vidéo sont numériques mais la modulation est également traitée de manière statistique et corrective grâce à différents dispositifs et algorithmes visant à consolider le signal démodulé ou reçu par le téléviseur ou le terminal de réception, comme le système de correction d'erreurs ou FEC. Ainsi pour la norme DVB-T exploitée en Europe, la modulation est de type COFDM alors qu'on applique le QPSK pour le DVB-S (satellite) ou le QAM pour le DVB-C (télédistribution ou réseau câblé). La correction d'erreur dynamique et les corrections statistiques permettent jusqu'à un certain seuil, de reconstituer les données corrompues ou absentes lors d'une réception médiocre ou certaines perturbations locales électro-magnétiques affectant le signal démodulé.
L'avantage de la technologie numérique permet la Compression des fichiers afin de réduire leur taille ou le débit (video data rate), ce qui permet de combiner plusieurs chaînes dans un multiplex numérique ou fréquence. La correction d'erreurs consolide la retransmission numérique. Enfin, d'autres données et une série de services numériques multimédias peuvent être associés dans le multiplex ainsi que des données relatives au contrôle d'accès verrouillant éventuellement certaines chaînes cryptées à péage, notamment.
La modulation COFDM dite « orthogonal frequency-division multiplexing » signifiant littéralement « Multiplexage à division de fréquence orthogonale », un grand nombre de sous-porteuses sont combinées dans le signal émis. Le principe consiste à combiner ou « multiplexer » les données, sur différentes porteuses, en divisant la bande de fréquence allouée. Par exemple, une bande d'environ 8 MHz se divise en 8 000 porteuses espacées chacune de 1 kHz. Chaque porteuse est dite « orthogonale » parce que l'espacement qui la sépare d'une autre est fixe. Ce paramétrage permet à chaque porteuse de ne pas « empiéter » ou déborder de la portion de bande qui lui est allouée, vers les porteuses adjacentes.
La norme DVB-T est tout autant sensible aux bruits parasites ou perturbations électromagnétiques que la TV analogique mais moins sensibles aux effets de propagation ou d'obstacles locaux (échos, réflexions, brouillages…). L'intérêt principal consistant à répartir les données sur 8 000 porteuses différentes permet d'exploiter de façon optimale la bande de fréquence allouée au multiplex, les sous-porteuses exploitant en moyenne un même niveau de puissance à l'émission. Pour un rendement équivalent à l'analogique, les émetteurs exploitant la télédiffusion numérique peuvent fonctionner avec une de puissance jusqu'à dix fois plus faible que les anciens émetteurs, pour une même couverture et dans des conditions de réception conformes aux recommandations.
Dépassé un certain seuil de taux d'erreurs, des macroblocs composant l'image vidéo ne sont plus corrigeables sans perte graphique et si le nombre de perturbations augmente, aucune erreur n'étant corrigible, l'image se fige partiellement ou en totalité. Un phénomène de seuil similaire affecte également l'audio, par une dégradation de la qualité (craquements ou son découpé), interruptions puis rupture totale.
Pour la télédiffusion analogique, les perturbations ou une installation défectueuse peuvent affecter l'image ou faire apparaître plus ou moins progressivement du bruit ou de la « neige » à l'écran, l'image reste visualisable même fortement dégradée. Avec la TNT, soit l'image reste intègre si la qualité du signal reçu respecte le seuil où toutes les erreurs peuvent être corrigées., soit le signal se dégrade, faisant apparaitre des macroblocs et figer en partie ou en totalité l'image (et le son). Si le signal numérique démodulé est trop faible, aucune image ne peut plus être affichée et l'écran devient noir.

## Transmission
La télévision numérique est transmise sur ondes radio à travers l'espace terrestre conformément à une norme numérique et une modulation spécifiques, différentes de la télévision analogique.
La télévision numérique terrestre utilise les bandes de fréquences allouées à la télévision analogique (bande III en VHF, bandes IV et V en UHF).
Selon les pays, les normes adoptées sont DVB-T (notamment en Europe), ISDB (en Amérique du Sud) ou ATSC (en Amérique du Nord).
Le volume total de données dévolu à la vidéo, à l'audio et aux services associés pouvant être retransmis est directement affecté par les caractéristiques, le profil, les paramètres et la capacité du canal et la méthode de modulation du multiplex. La méthode de modulation en DVB-T est la COFDM avec soit une modulation d'amplitude en quadrature à 64 ou 16 états. En principe, un canal 64QAM est capable de transmettre un débit supérieur, mais est alors plus sensible aux interférences. Les constellations à 16 et 64 états peuvent être combinées dans un même multiplex, fournissant un risque de dégradation contrôlable pour les flux de programmes les plus volumineux. Cette modulation hiérarchique permet pour chacun des programmes, de qualifier et déterminer les limites d'exploitation à respecter.
Le standard ATSC utilise une modulation 8VSB, dont les caractéristiques sont similaires à la modulation en bande latérale utilisée pour la télévision analogique. Cette formule protège significativement de certaines interférences mais contrairement au DVB-T, certaines distorsions peuvent survenir et cette norme ne permet pas d'exploiter une réseau à fréquence unique ou isofréquence pour chaque multiplex, par exemple dans toute une région voire tout un pays, possibilité qui n'est pas autorisée aux États-Unis.
Les différentes normes de télédiffusion numérique de terre exploitent le flux de transport MPEG ; ils se distinguent principalement, par la façon dont les services connexes comme l'audio multicanal, les sous-titres et guides de programmes… sont encodées.
Historiquement, les codecs vidéo exploités sont le H.262/MPEG-2 Part 2 et plus récent et plus performant, le H.264/MPEG-4 AVC. Le format H.264 AVC permet notamment à trois services de télévision haute définition d'être transportés sur un canal DVB-T à 24 Mbit/s. Avec l'introduction de la norme DVB-T2 et de certaines émissions en très haute définition, l'algorithme à codage H.265 HEVC permet d'améliorer encore les performances de compression et d'assurer une retransmission d'images de qualité supérieure, en termes de résolution à l'écran.

## Avantages et inconvénients

### Avantages
La qualité de l'image en réception numérique est significativement meilleure qu'en réception analogique, en raison de l'élimination des interférences ou parasites visibles; le niveau de bruit vidéo et d'autres effets, tels que les images fantômes. Dans des conditions normales, il est théoriquement plus simple d'obtenir une qualité d'image optimale en réception numérique qu'une qualité d'image optimale en analogique.
Sous réserve de respecter un seuil minimum, les altérations du signal numérique sont moins perceptibles à l'écran avec un signal démodulé plus faible.
La Haute Définition voire l'Ultra Haute Définition peuvent être proposées par certaines chaînes de télévision en fonction des offres nationales, régionales ou locales.
L'installation d'antenne existante pour la réception analogique (aérien, composants passifs ou actifs et ligne de télédistribution) sont généralement compatibles.
Au lieu d'une seule chaîne par fréquence, un seul multiplex numérique peut théoriquement retransmettre sur une seule fréquence, jusqu'à plusieurs dizaines de chaînes, en fonction de leur nature, de leur résolution, de leur codage et du taux de compression appliqué. Cet avantage permet ainsi, la libération de certaines portions du spectre hertzien (dividende numérique) pour d'autres usages comme les télécommunications, y compris mobiles.
Une série de services interactifs peuvent être fournis comme l'HbbTV ou « Bouton rouge » avec ou sans voie de retour.
La retransmission de la télévision en numérique bénéficie d'un meilleur rendement énergétique que la retransmission analogique, à efficacité ou service identique.

### Inconvénients
Sans disposer d'un appareil de mesure professionnel, l'orientation de l'antenne de réception dite « râteau » peut s'avérer plus délicate, en raison de l'absence de progressivité à l'écran, d'un signal dégradé, comme cela se produit en mode analogique. L'image affichée est généralement soit d'une qualité optimale, soit totalement indisponible, ne fournissant aucune information sur la direction dans laquelle déplacer l'antenne. Toutefois un indicateur de puissance du signal fourni sur la plupart des téléviseurs ou récepteur syntoniseurs, contribue considérablement à corriger ce problème.
Certaines évolutions de normes ne sont pas compatibles avec les anciens téléviseurs ou récepteurs. Il est alors nécessaire de les remplacer ou d'y connecter des adaptateurs.
La consommation d'électricité peut légèrement augmenter si le téléviseur et un boîtier décodeur restent en veille en dehors de leur utilisation.
Pour certaines installations d'antenne collective ou individuelle, des filtres doivent être ajoutés pour limiter ou supprimer le brouillage induit par l'arrivée de sites de téléphonie mobile, notamment au dessus de la gamme des fréquences à 700 MHz. En effet, elle est extrêmement utilisée en France par l'opérateur Free Mobile en 4G et 5G ; notamment dans les zones rurales.
Le signal numérique modulé peut souffrir de l'effet « falaise » ; jusqu'à un certain point, l'image peut apparaître constellée de macroblocs puis peut se figer mais en cas de dégradation du signal plus importante, le récepteur ne parvient plus à interpréter et décoder le signal.
L'allumage du téléviseur ou du récepteur ainsi que le changement de chaîne ou « zapping » sont significativement plus lents en raison de l'initialisation des processeurs du récepteur et des retards dus au décodage des signaux numériques.
Ce même phénomène de délai pour le traitement des signaux numérique peut provoquer un délai très perceptible, entre la visualisation d'événements télévisés en direct (par exemple les événements sportifs) avec une chaine diffusant en analogique ou en suivant les commentaires simultanés diffusés par une station de radio.
Certaines chaînes antérieurement reçues correctement en mode analogique peuvent se trouver inaccessibles ou très dégradées en télédiffusion numérique dans certaines zones dites zones blanches ou en limite de réception.
Les normes TNT évoluent régulièrement, provoquant des coûts récurrents pour remplacer ou adapter les téléviseurs ou les équipements de réception.
Les magnétoscopes analogiques ne peuvent pas enregistrer avec leur propre syntoniseur intégré, la télévision numérique.

## Réception
La télévision numérique est reçue soit par un syntoniseur intégré à un téléviseur récent, soit par un boîtier décodeur numérique (en anglais "set-top box") relié à un téléviseur plus ancien. Le récepteur décode le signal reçu par une antenne de télévision standard. Toutefois, en raison de problèmes de planification des fréquences, une antenne adaptée à la réception d'un ensemble de canaux analogique peut ne pas convenir pour un ensemble de canaux numériques. Ceci est assez fréquent au Royaume-Uni.
Les antennes d'intérieur (également appelées oreilles de lapin) sont encore plus susceptibles d'être touchées par ces problèmes et peuvent avoir besoin d'être remplacées.

## Transition de l'analogique vers le numérique

Légende :
Transition terminée
Transition en cours, presque finie
Transition en cours
Transition non démarrée
Sans transition
Sans données

### Algérie
La TNT couvre actuellement 77% du territoire algérien, ce qui permet la réception en un seul bouquet des 6 chaines de la télévision nationale publique et 3 radios.
Les chaines sont : Programme national (ENTV), Canal Algérie (ENTV 2), Algérie 3 (Thalitha TV), TV Tamazight, TV Coran, TV6 et les radios Chaine 1, Chaine 3 et Radio Oran.
Cette numérisation a permis une diffusion sur 865 stations au lieu des anciennes 699 stations analogiques.

### Allemagne
En Allemagne, la quasi-totalité des émetteurs analogiques a été mise hors service, faisant de la TNT le seul mode de réception de la télévision hertzienne.
Le lancement de la TNT a commencé en novembre 2002 à Berlin, où l’extinction des émetteurs analogiques a eu lieu en août 2003. Depuis 2004, la TNT a démarré successivement dans d’autres régions (d’abord dans les régions urbaines, plus tard dans le reste du pays). En novembre 2008, la numérisation de la diffusion hertzienne s’est achevée avec l’extinction de quelques émetteurs analogiques en Bavière.
Le SOA allemand est actuellement complet (état mars 2009).
L’Allemagne étant un pays de la télévision par câble et de la télévision par satellite, la TNT ne couvre qu’un peu plus de 90 % des foyers, avec des zones d’ombre notamment dans les régions montagneuses et dans le nord-est du pays. Les multiplex des chaînes privées ne couvrent qu’environ 45 % des foyers, uniquement dans les régions de Berlin, Hambourg, Kiel, Lübeck, Brême, Hanovre, Brunswick, Cologne, Düsseldorf, Dortmund, Francfort, Nuremberg et Munich. Au début 2013 le groupe de Media RTL annonçait son retrait progressif de ce mode de diffusion pour des raisons économiques.
La modulation des canaux TNT en Allemagne se fait en 16 et 64-QAM – le signal est donc plus robuste qu’en France, où on utilise le 64-QAM. Toutes les chaînes sont en MPEG-2 et émettent en clair. Toutes les chaînes sont en définition standard. En 2009, il n’y a pas de plans pour introduire la TNT HD.
La puissance des émetteurs TNT en Allemagne est, en général, supérieure à celle des émetteurs français, ce qui rend la TNT plus facile à capter. Dans beaucoup de régions urbaines, la réception portable, voire mobile, est donc possible. À cause de la modulation différente, un multiplex allemand ne contient que 4 chaînes (contre 6 en France). Ces arbitrages techniques, qui ont été faits en faveur du téléspectateur et non du diffuseur et des chaînes, font que la qualité d'image de la TNT allemande est nettement supérieure à la TNT française, et permet notamment un meilleur taux de couverture et la réception mobile (voitures, trains, piétons, etc).

#### Multiplex nationaux
- Multiplex ZDFmobil (> 90 % des foyers) :
  - ZDF (chaîne généraliste) ;
  - 3sat (chaîne culturelle en coopération avec l'ARD, l'ORF et la SF) ;
  - ZDFinfo, (chaîne d'information) ;
  - KiKA (chaîne jeunesse, en coopération avec l'ARD, recevable de 6 à 21 h) ;
  - ZDFneo (chaîne pour jeunes adultes actifs, recevable de 21 h à 6 h).
- Multiplex RTL (~45 % des foyers) :
  - RTL Television (chaîne généraliste) ;
  - RTL ZWEI (chaîne mini-généraliste) ;
  - VOX (chaîne mini-généraliste) ;
  - Super RTL (chaîne jeunesse).
- Multiplex ProSiebenSat.1 (~45 % des foyers) :
  - Sat.1 (chaîne généraliste) ;
  - ProSieben (chaîne généraliste) ;
  - Kabel eins (chaîne mini-généraliste) ;
  - Welt (chaîne d’information).

#### Multiplex régionaux
- 2 multiplex de l’ARD (> 90 % des foyers, la composition et répartition des chaînes varie selon les régions) :
  - Das Erste (chaîne généraliste nationale de l’ARD) ;
  - Arte (chaîne culturelle franco-allemande) ;
  - Phoenix (chaîne d’information et documentaire) ;
  - tagesschau24, One ou EinsPlus (chaînes numériques de l’ARD, une chaîne par région) ;
  - 2-4 chaînes régionales des membres de l’ARD.
- Multiplex régional privé (~45-50 % des foyers, la composition varie selon la région) :
  - Tele 5 (chaîne de divertissement, dans la plupart des régions) ;
  - Eurosport Allemagne (chaîne sportive, dans quelques régions) ;
  - Bibel TV (chaîne religieuse, dans la plupart des régions) ;
  - 1-2 chaînes locales privées ;
  - d’autres chaînes privées variant selon la région.

La TNT allemande pouvait être captée en France, dans presque toute l’Alsace et dans le nord de la Lorraine jusqu'au 28 mars 2017.

#### Passage au DVB-T2
Depuis le 29 mars 2017, l'Allemagne a entamé sa transition officielle vers la TNT adoptant la norme de compression H.265/HEVC. 327 transmetteurs sur 60 localisations ont assuré la transition vers la norme DVB-T2.
La TNT allemande comprend désormais environ 20 chaînes en clair (10 chaines nationales publiques, 3 chaines privées et, selon les régions, entre 4 et 7 chaines régionales). 19 chaînes commerciales sont accessibles avec abonnement (Freenet.TV).
En 2024, les chaînes présentes sur la TNT Allemande avant le 28 mars 2017 sont à nouveau disponibles sur les téléviseurs équipées d'une configuration Internet, leur proposant de les rediriger vers leurs plateformes numériques pour visionner les replays des émissions diffusées ou encore les directs.
| Chaines nationales publiques gratuites | Chaines régionales publiques gratuites | Chaines privées gratuites                                                         | Bouquet payant (Freenet TV) | Bouquet payant (Freenet TV) | Bouquet payant (Freenet TV)                                           |
| 1. Das Erste HD 2. ZDF HD 3. KiKA HD 4. Arte Deutschland HD 5. 3sat HD 6. Phoenix HD 7. ZDFneo HD 8. One HD 9. ZDFinfo HD 10. tagesschau24 HD | 11. ARD-alpha HD 12. BR Fernsehen HD 13. hr-fernsehen HD 14. MDR HD 15. NDR 16. radiobremen TV HD 17. rbb fernsehen HD 18. SR HD 19. SWR HD 20. WDR HD | 21. QVC HD 22. QVC 2 HD 23. Bibel TV 24. HSE24 HD 25. 123.TV 26. Freenet Shopping | 1. ProSieben HD 2. VOX HD 3. Sat.1 HD 4. RTL Television HD 5. RTL ZWEI HD 6. Super RTL HD 7. Kabel eins HD 8. n-tv HD 9. Nitro HD 10. SIXX HD | 11. Sat.1 Gold HD 12. ProSieben MAXX HD 13. DMAX HD 14. Tele 5 HD 15. Welt HD 16. Eurosport Deutschland HD 17. Sport1 HD 18. Nickelodeon Deutschland HD 19. Disney Channel Deutschland HD 20. QVC HD | 21. QVC2 HD 22. Bibel TV 23. HSE24 HD 24. 123.TV 25. Freenet Shopping |

Source : www.dslweb.de
Toutes ces chaînes, désormais compressées en HEVC, sont proposées en résolution Full-HD.
L'Allemagne doit finaliser cette transition vers le DVB-T2 en 2019.
Malgré cette modernisation du réseau, les opérateurs allemands MDR et ZDF jugent la TNT trop couteuse. Ils décident de mettre fin à la diffusion de leurs programmes en DVB-T2 HD au 14 Janvier 2025, sur les émetteurs de Brocken, Inselsberg, Löbau et Wittenberg, affectant plusieurs chaînes publiques allemandes, notamment Das Erste HD, MDR SACHSEN HD, et ZDFinfo HD.

### Andorre
L'Andorre est le second pays d'Europe ayant incorporé la télévision numérique terrestre. Elle couvre tout le pays depuis 2007 et a remplacé complètement le signal analogique ; il n'y a plus de possibilité en Andorre de revenir au système antérieur. L'Andorre est aussi l'un des premiers pays à avoir adopté la fibre optique.
Liste des chaines diffusées (au 08/10/2020) 
- UHF 25 : 8TV, C8, Teledeporte, TVI International + RAC1, Radio Comercial, RNE Radio Exterior
- UHF 28 : 3/24, Telecinco, BBC World, RTPI, ARTE + COPE, Antena 1
- UHF 34 : Esport3, Pirineus TV, Euronews, TV5 Monde + Radio Valira, La Première Belge, La Première Swiss
- UHF 36 : La Sexta, SIC, Cuatro, NRJ 12, CNN International + NRJ, CNNRadio, Cadena SER
- UHF 42 : La 2, TV3, Andorra TV, Andorra TV HD, M6, TF1 + RNA, RNA Andorra Musica, Catalunya Radio
- UHF 45 : La 1, Super3/33, France 2, France 3, Antena 3 + RNE Radio 4, RFI, Onda Cero

### Australie
L'Australie a suivi le modèle anglais, mais a commencé plus tard ; le territoire à couvrir est important.

### Autriche
Simplitv est le nom du service, lancé en 2013, en Autriche. Il est aussi disponible sur internet, en streaming et par satellite.
Les différents multiplex :
Multiplex A :
- ORF 1 HD / ORF 1

- ORF 2 HD / ORF 2 Wien
- ORF III HD
- ORF SPORT + HD

Multiplex B :
- ServusTV Österreich HD
- ATV HD
- ATV2
- 3sat HD
- Puls 4
- RTL Austria / RTL HD Austria
- HGTV
- ZDFinfo

Multiplex C (régional) :
- ProSieben Austria
- Kabel eins Austria
- oe24
- Kurier TV
- Comedy Central
- Welt
- W24
- Okto
- Hope Channel
- LAOLA 1
- TVP World
- TLC Austria
- LT1
- dorf tv
- RTV HD
- Bibel TV HD
- Ländle tv
- SRF 1
- SRF zwei
- krone.tv

Multiplex D :
- Bayerischer Rundfunk Fernsehen Süd
- Arte HD
- Sat.1 Gold
- Super RTL A
- Phoenix HD
- n-tv Austria
- DMAX
- RTL Nitro Austria
- RTLup Austria
- ONE HD

Multiplex E :
- ZDF HD
- Das Erste HD
- ZDFneo HD
- kabel eins
- sixx Austria
- RTL II Austria
- KiKA
- Eurosport
- Sport1
- Playboy TV

Multiplex F :
- Sat.1 Österreich HD
- ProSieben HD
- PULS 4 HD
- VOX HD Austria
- Disney Channel
- CNN International
- Nickelodeon Austria
- PULS 24
- NDR

### Belgique

#### Belgique francophone
La RTBF (Communauté française) a lancé officiellement le 30 novembre 2007 son offre de télévision numérique terrestre en test depuis 2005.
L’offre TNT de la RTBF se compose de trois programmes de télévision : La Une, Tipik (ex-La Deux), La Trois et précédemment Euronews (arrêté en mars 2023) avec un décrochage pour BRF TV, de 5 chaînes de radio en haute qualité audio : La Première, Vivacité, Musiq3, Classic 21, Tipik (ex-Pure) et BRF1 et du guide électronique des programmes. Une chaine de télévision locale est diffusée sur Bruxelles : BX1 (ex-Télé Bruxelles).
Les 12 télévisions locales de la communauté française souhaitent également être sur la TNT mais un décret de la Communauté Française leur interdit actuellement d’être diffusées en analogique. Seules les 2 chaînes locales de Bruxelles (TéléBruxelles et TVBrussel) ont le droit de diffuser en analogique. TV Brussel n’est actuellement[Quand ?] plus disponible sur le canal 53 (730 MHz) de la TNT à Bruxelles, mais elle a été difficile à capter vu ses émissions en faisceau direction N-NO à partir de la région Est de Bruxelles (Tour Reyers).
Cette chaîne n’est plus disponible en TNT depuis la fin du mois d'août 2008 sur le canal 53 (VRT).
BX1 (Télé Bruxelles) est disponible depuis le 29 novembre 2011 sur la TNT sur le canal 55 UHF (source Télé Bruxelles 29 novembre 2011).
Il n’y a donc qu’une chaîne régionale émise par voie analogique (canal 60) à Bruxelles (état avril 2009).
En outre, un canal DVB-H (MPEG-4 mobile) a été diffusé sur le canal 36 en polarisation verticale depuis la tour des finances (début 2008) à titre expérimental, celui-ci est actuellement modulé en DVB-T. Une mire en compression MPEG-2 a été émise pendant quelques jours, mais actuellement[Quand ?] ce canal ne diffuse plus aucune information (décodable en MPEG-2) (état mars 2009). Le canal 36 semble[réf. nécessaire] avoir la potentialité d’émettre en MPEG-4 DVB-T.
Ce canal reste cependant dévolu à la réception mobile (DVB-H) prônée par L’UER ou à la T-DMB dans un avenir proche. Il couvrira la province de Namur dans la mise en application de la seconde couche du plan de numérisation hertzien (source CSA belge).
Pour ce nouveau marché, les appels d’offres seront clôturés en date du 31 mai 2009 (source CSA belge).
La région bruxelloise est actuellement couverte par un émetteur situé sur la Tour des Finances de la Cité Administrative de l’État (près du Jardin botanique) sur le canal 56 en polarisation verticale ainsi que par l’émetteur de Wavre sur le canal 56 en polarisation horizontale Le réseau a ensuite été complété par les émetteurs de Tournai (30 mars 2006), d’Anderlues (octobre 2006), de Profondeville (novembre 2006) et de Namur (décembre 2006). Tous ces émetteurs sont en SFN et en contre polarisation avec un IG[Quoi ?] constant de 223 µs, sur le canal 56 (754 MHz). Depuis novembre 2006, les émetteurs de Léglise, Liège et Marche-en-Famenne (décembre 2006) diffusent aussi la TNT mais sur le canal 66 (834 MHz).
La couverture est de 80 % en Communauté française.
Il est à noter que la Belgique francophone a adopté la même robustesse de signal que la Suisse (16QAM) vu son relief géographique. La Flandre, quant à elle, module ses signaux en 64 QAM dans d’autres situations de relief géographique.
BeTV (ex-Canal+ Belgique) a émis en numérique sur le canal 55 à Bruxelles via un émetteur peu puissant (11 juillet 2006). Les chaînes disponibles en crypté étaient : Be 1, Be Ciné, Be Séries. Elle pourrait entrer dans la TNT pour la Wallonie en 2012.[réf. souhaitée]
Un rapport du CSA belge prônait le lancement commercial de la TNT en Communauté Française le 1er janvier 2008 à la suite de la libération des fréquences analogiques de BeTV louées précédemment sous son ancien nom Canal+ Belgique et dont le contrat la liant à la RTBF s’achevait le 31 décembre 2007. Ce contrat avait été renouvelé puisque les émetteurs de la RTBF émettaient toujours en analogique la chaîne Be 1 en avril 2009. La diffusion de BeTV en analogique a été stoppée le 1er janvier 2010 à minuit.
Une interruption de l’émission de ces chaînes via le multiplex canal 55 (TNT) a été constatée au mois de novembre 2008 pendant cinq jours. Elle correspond à la reconduction du contrat de BeTV (ex-Canal+) avec les moyens techniques de la RTBF (émetteurs).[réf. souhaitée]
Le premier multiplex est actuellement complet en 16 QAM avec émission de quatre chaînes TV, l’EPG et les chaînes radio.
Le 1er mars 2010 disparaît officiellement toute diffusion en analogique en Belgique.

#### Belgique néerlandophone
La VRT (Communauté flamande) dispose depuis le 3 novembre 2008 d'une nouvelle couverture intégrale en TNT (DVB-T) avec des émetteurs sur les fréquences suivantes, seul l'émetteur de Genk Limburg a été modifié dans sa puissance ou sa directivité (ex canal 41 reçu à Bruxelles avant la fin du mois d'août 2008) : les autres émetteurs TNT de la VRT ont conservé la même puissance antérieure au 3 novembre 2008 (SOA).
La situation flamande est donc passée de cinq multiplexes potentiels sur les canaux 22 (Bruxelles, Veltem, Sint Pieters - Leeuw) ; 40 (Egem) ; 41 (Genk) ; 53 (Bruxelles, TV Brussel). Il est à noter que toutes émissions à forte puissance même en faisceau est interdite depuis la tour Reyers ; ce centre de télécommunication terrestre étant réservé aux relais hertziens ; canal 59 Anvers et Schoten (avant le SOA) à deux mux potentiels sur les canaux 22 et 25.
- Anvers pol V PAR 5 ou 10 kW, Genk pol H et Schoten pol V PAR 20 kW, sur le canal 25 (506 MHz) ;
- Bruxelles pol V, Egem / Pittem pol V PAR 20 kW, Gand pol V, Leeuw-Saint-Pierre pol H 20 kW, Veltem / Beisem pol V 20 kW sur le canal 22 (482 MHz).

Le canal 25 issu de Schoten (Polarisation V) et le canal 22 émis depuis Egem (Polarisation V)sont reçus en flux continu avec une antenne extérieure directrice (type yagi) sans amplificateur radio fréquence dans la région Ouest de Bruxelles.
Le bouquet reprend pour le moment les quatre chaînes publiques Één, Één+, Ketnet/Canvas et Ketnet+/Canvas+ ainsi que les radios numériques : Radio 1, Radio 2, Klara, Klara Continuo, MNM (anciennement Donna), MNM Hits (anciennement Donna Hitbits), Studio Brussel, Sporza et Nieuws+ (boucle en continu du journal parlé). Le 30 octobre 2008, la nouvelle chaîne Canvas+ de la VRT est apparue sur la TNT belge.
Une quatrième chaîne, nommée Één+, apparait le vendredi 14 décembre 2009 sur la TNT belge.
L'extinction des émetteurs hertziens analogiques de la VRT a lieu dans la nuit du 2 au 3 novembre 2008 à 24 h. La réception analogique de la VRT reste possible via le câble mais une nouvelle syntonisation du canal concerné a été nécessaire.
Depuis 2006, les deux chaînes de télévision publiques Één et Ketnet/Canvas sont disponibles sur les téléphones portables via la norme DVB-H.
La VRT n'émet plus en DVB-H (à mars 2009).
TV Brussel a été disponible sur le canal 53 (730 MHz) de la TNT à Bruxelles mais très difficile à capter, l'émetteur étant très directif Nord-Nord-Ouest à partir de l'est de Bruxelles : Reyers. Cette chaîne n'est plus disponible en TNT depuis la fin du mois d'août 2008 sur le canal 53 (VRT). Depuis le mois de février, la VRT a commencé ses émissions en HD native (productions émises en HD 720p (progressif) 50 Hz (prônée par l'UER) via le câble et le satellite, sur la Één.
La VRT est actuellement la seule chaîne à émettre une mire chromatique et de linéarité avec des tests audios dynamiques dans le courant de la matinée.
La VRT a décidé d'entamer une première phase de privatisation de son parc d'émission à concurrence de 49 % pour Norkring- Telenor (Norvège) 51 % pour la VRT (état avril 2009). Cette privatisation pourrait conduire à des parts de 74 % pour Norkring et 26 % pour la VRT, cette minorité des parts est nécessaire et suffisante dans le cas où un blocage « de minorité » serait nécessaire en vue de permettre des émissions Fédérales en Belgique (cf statut des sociétés Belges).
La situation des médias hertziens Belges par rapport à la TNT est actuellement très critique et très préoccupante face aux nouveaux potentiels technologiques numériques, et cela engendre une certaine confusion.
Actuellement, certains rapports mentionnent un dépassement de l'audience des médias « IPTV » et mobiles eu égard aux moyens de réception fixe pour le mois de juin 2009. Il est évident que les statistiques en cours ne tiennent pas compte de la durée de la connexion des utilisateurs et du suivi complet d'une émission mais bien du nombre de connexions établies.
Il faut aussi mentionner que tous les changements de fréquence d'un émetteur TNT peuvent être réalisés en une heure avec un coût de 1 000 euros, d'après le CSA Belge.
Cette notion doit être relativisée par rapport aux gains des antennes plus élevés aux basses fréquences UHF.

### Brésil
La télévision numérique terrestre a été officiellement lancée à São Paulo le 2 décembre 2007, et a été déployée à partir de 2008 sur l'ensemble du territoire brésilien. La TNT brésilienne exploite la norme SBTVD (Sistema Brasileiro de Televisão Digital en portugais), basée sur la norme japonaise ISDB-T.

### Canada
Le Conseil de la radiodiffusion et des télécommunications canadiennes a imposé 28 marchés à convertir leurs signaux analogiques en signaux numériques pour le 31 août 2011.

### Côte d'ivoire
Après un demi-siècle du monopole public de la RTI, quatre chaînes de télévision privées ont été autorisées à émettre en Côte d'Ivoire. Celles-ci ont été retenues à la suite d'un appel d'offres lancé en mai 2016 par la HACA dans le cadre de la libéralisation de l'espace audiovisuel dans le pays. Ces chaînes, dont le lancement ayant été prévu en même temps que la TNT n'a cessé d'être reporté en raison des nombreux problèmes que rencontrait la mise en place de ce dernier. La TNT est finalement inaugurée le 8 février 2019 à Abidjan.
Liste des chaines diffusées (au 20/12/2020) 
- UHF Canal 23 : RTI 1, RTI 2, LA3, NCI, A+IVOIRE, Life TV

### États-Unis
Chargée de faire appliquer la loi du 1er février 2006 prévoyant l'arrêt complet des diffusions NTSC analogiques au 17 février 2009, la FCC (Federal Communications Commission) a instauré un mandat imposant, depuis le 1er mars 2007, que tout appareil de réception télé produit ou importé aux États-Unis pour la vente soit capable de recevoir les signaux numériques terrestres. Pour le consommateur, elle prévoit également la distribution de bons de réduction de 40 $ (jusqu'à 2 par foyer) pour l'achat d'un décodeur ATSC à partir de janvier 2008.
Au 2 avril 2007, 1 702 stations de télévision sur le territoire américain (environ 98,8 % des stations) ont reçu leur permis de construire ou d'émettre en numérique. Un total de 1 603 stations diffusent déjà en format numérique.
Le SOA est différé au 12 juin 2009 (d'après l'EBU).
Les modes de diffusion terrestre hertzien et satellitaire hertzien y sont inclus vu les espaces géographiques de ce pays.

### Espagne

Logo de la Televisión Digital Terrestre (TDT).

En Espagne, la télévision numérique terrestre s'appelle « Televisión Digital Terrestre » (TDT). En 2000 une plate-forme payante de télévision numérique terrestre, Quiero TV, est lancée. N'ayant pas atteint la rentabilité nécessaire, cette plate-forme arrêta ses diffusions le 30 juin 2002.
Le 30 novembre 2005 la Télévision numérique fut relancée avec l'émission de chaînes en simulcast (émission de la même programmation en analogique et en numérique) et avec l'apparition de nouvelles chaînes purement numériques. La TVE s'est vu attribuer trois canaux numériques en plus de la duplication de ses deux chaînes analogiques, et chacun des quatre opérateurs de télévision hertzienne analogique privée s'est vu attribuer, en plus de la duplication de son signal hertzien numérique, deux autres fréquences.
Depuis le 14 février 2024, toutes les chaînes de la TDT émettent avec une résolution minimale de HD.
- Les chaînes nationales :
  - Radio Televisión Española : La 1 [UHD], La 2, Canal 24 Horas, Clan et Teledeporte.
  - Atresmedia : Antena 3, laSexta, Neox, Nova, Mega et Atreseries.
  - Mediaset España : Telecinco, Cuatro, Factoría de Ficción, Boing, Divinity, Energy et Be Mad.
  - Unidad Editorial : DMAX et Gol Play (es).
  - Sociedad Gestora de Televisión Net TV : Disney Channel et Paramount Network.
  - Conferencia Episcopal Española: Trece.
  - Grupo DKiss Media: DKiss.
  - Ten Media: Ten (es).
  - Real Madrid CF: Real Madrid TV.
- Les chaînes des Communautés autonomes (régions) :
  - Andalousie : Canal Sur, Canal Sur 2, Andalucía TV et BOM Cine.
  - Aragon : Aragón TV.
  - Asturies : TPA 7 et TPA 8.
  - Castille-et-León : La 7 CYL et La 8 CYL.
  - Castille-La Manche : CMM TV.
  - Catalogne : TV3, 3/24, SX3/33, Esport3 et IB3 Global.
  - Ceuta: TV Ceuta et Canal Sur.
  - Communauté valencienne : à Punt, La 8 Mediterráneo et BOM Cine.
  - Estrémadure : Canal Extremadura.
  - Galice : TVG et TVG2.
  - Îles Baléares : IB3, TV3 CAT, SX3/33, 3/24 et Fibwi4 TV.
  - Îles Canaries : Televisión Canaria, Atlántico TV et Mírame TV.
  - La Rioja: TVR et La 7 La Rioja.
  - Madrid : Telemadrid et La Otra.
  - Melilla: TV Melilla, Canal Sur et Popular TV Melilla.
  - Murcie : La 7, Televisión Murciana, Popular TV R. Murcia et BOM Cine.
  - Pays basque : ETB 1, ETB 2, ETB 3 et ETB 4.

Chaque région décide du nombre et de la distribution publique/privé mais en général les régions ont deux télévisions publiques et deux télévisions privées.
- Les télévisions locales : chaque région est divisée en zones (qui peuvent regrouper plusieurs communes). Dans chacune des zones, quatre ou huit chaînes de télévision (huit chaînes dans le cas des zones très habitées comme Madrid, Barcelone, Valence, etc.) vont émettre soit une chaîne publique appartenant à la mairie ou aux mairies et trois ou sept autres chaînes locales privées.

Fin 2005, 80 % de la population recevait le signal de la TDT, 90 % était couverte fin 2008 et 95 % (98 % pour la TVE) était couverte au moment de la mise hors service du réseau analogique, le 2 avril 2010.

### France
Jusqu'en juin 2025, en France métropolitaine, la télévision numérique terrestre (TNT) compte une trentaine de chaînes nationales différentes — dont 7 chaînes publiques, des chaînes privées gratuites, des chaînes privées payantes et des chaînes de télévision locale —.

### Italie
L'Italie a commencé la transition vers la télévision numérique terrestre en 2003 en Sardaigne, puis dans le Val d'Aoste. Depuis le 27 octobre 2008, le signal analogique n'est plus émis en Sardaigne. Depuis le 16 juin 2009, la transition a commencé dans le Piémont et à Rome, avec l'élimination de Rai2 et de Rete4 du système analogique. Depuis le 16 novembre 2009, Rome a achevé la transition en numérique.
Le 15 octobre a eu lieu la transition en Campanie et le 1er décembre à Naples et dans sa province, tandis qu'à Salerne et Caserte les émetteurs analogiques de Rai2 e Rete4 ont été éteints. À la fin de 2010 la transition vers le numérique a été achevé pour l'Italie du nord (Piémont, Lombardie, Vénétie, Trentin H.A., Frioul V.J., Émilie-Romagne). Le gouvernement a déjà prévu d'éteindre le réseau analogique dans toute l'Italie en 2012, comme prévu par les recommandations européennes.
Plusieurs chaînes de la TNT italienne sont disponibles par satellite avec le bouquet Tivù Sat. Un opérateur privé Europa 7 HD étend son nouveau réseau, et utilise la norme DVB-T2.

### Luxembourg
Depuis le 4 avril 2006, le pylône de Dudelange-Ginzeberg diffuse un bouquet de six chaînes appartenant à RTL Group qui seront rejointes par plusieurs autres programmes luxembourgeois.
Les programmes suivants sont diffusés en numérique terrestre (au 1er mars 2024) :
- UHF Canal 21 : RTL 8
- UHF Canal 24 : RTL 4, RTL 5, RTL 7
- UHF Canal 27 : RTL Télé Lëtzebuerg, RTL Télé Lëtzebuerg HD, den 2ten RTL, den 2ten RTL HD

RTL9 était diffusée en analogique (canal 21, en langue française) sur l'émetteur de Dudelange jusqu'au 31 décembre 2010. Aucune information précise concernant son passage en numérique ne circulait, BCE ne souhaitant pas se prononcer sur un éventuel calendrier. Toutefois, dans le rapport d'activité 2007 du Gouvernement luxembourgeois paru en mars 2008, il avait été signalé que ce programme, reçu par un public non négligeable en Lorraine, passera au numérique au plus tard au moment de l'arrêt de l'analogique en Lorraine. Cependant, le 24 janvier 2010, Jean-Luc Bertrand, le responsable des activités pour RTL9 Est en Lorraine a indiqué que la chaîne commencerait le numérique en été 2010. Mais, le 3 mars 2010, AB annonce l'arrêt des émissions à destination de la Lorraine pour le 30 juin 2010. Après 55 ans et 6 mois environ, Télé-Luxembourg quitte définitivement la Lorraine et RTL9 perdurera en réseau national par câble et satellite.
Dès le 28 février 2011, après quelques jours de test sur le canal 21 numérisé SD, AIR, L'Autre télé remplaçait le programme régional de RTL9 sur la Lorraine, à la suite du dépôt du projet « Notre télé », jusqu'au 17 décembre 2014, date à laquelle la chaine dépose le bilan. Dès le 18 décembre, les programmes sont arrêtés avec la diffusion d'une image fixe de AIR annonçant la fin de la chaîne, et une image de BCE annonçant que le canal sera prochainement disponible. Depuis avril 2015 ce canal diffuse les programmes de M6 boutique and Co.
À partir du 1er mars 2024, les chaînes francophones de RTL, donc de RTL Belgium, à savoir RTL-TVI, Club RTL, Plug RTL, ne sont plus diffusées sur la TNT luxembourgeoise, leur siège social n'étant plus situé au Luxembourg.
Multiplex à l'origine :
- UHF Canal 21 : Diffusion de la chaine M6 boutique and Co à la suite de l'arrêt d'AIR, L'Autre télé le 18 décembre 2014[25].
- UHF Canal 24 : Multiplex Belgique / Pays-Bas diffusant RTL-TVI, Club RTL, Plug RTL  /  RTL 4, RTL 5 et RTL 7.
- UHF Canal 27 : Multiplex Luxembourg diffusant RTL Télé Lëtzebuerg, Den 2. RTL et RTL Télé Lëtzebuerg HD.
- VHF Canal 7 : Multiplex Luxembourg / Lorraine / Pays-Bas diffusant RTL 8 (depuis le 20 août 2007 pour les Pays-Bas). Courant mars 2009 la radio RTL a été ajoutée au multiplex puis Eldoradio en octobre 2012.

Le SOA luxembourgeois est complet (source UER).

### Maroc
La télévision numérique terrestre a été lancée le 6 mars 2007 dans les villes de Casablanca, Rabat, Fès, Meknès, Tanger, Oujda et Marrakech ce qui représente 54 % de la population. En juin, c'était au tour des villes d'Agadir, Laâyoune, Figuig, Tétouan et Nador de bénéficier de la TNT, ce qui a porté la couverture à 74 % de la population.
Le bouquet gratuit comporte 9 chaînes dont les trois chaînes hertziennes analogique Al Aoula, 2M, Medi 1 TV (disponible en hertzien analogique et sur les satellites Hot Bird 6 et Nilesat 102) ainsi que de nouvelles chaînes créées par la SNRT (Télévision publique marocaine) à l'occasion de l'arrivée de la TNT (une partie des chaînes est déjà disponible depuis quelques mois sur plusieurs satellites dont Eutelsat W6, Hot Bird 6, Nilesat 101 et 102 et Badr 6) : Al Aoula HD (chaîne généraliste HD), Arryadia (sport), Arrabiâ (la 4e, chaîne culturelle) et Assadissa (la 6e, chaîne religieuse) mais également Aflam TV (Cinéma arabe et international), Tamazight chaîne généraliste Berbère et Laayoune TV (Chaîne destinée notamment au Sahara marocain ; diffuse trois heures de programmes quotidiens) sauf Al Maghribiya (la marocaine, chaîne destinée aux Marocains résidents à l'étranger). D'autres chaînes pourraient arriver par la suite.
D'autres évolutions sont à attendre, notamment la possibilité de regarder la TNT depuis son téléphone mobile (même si les normes DVB-H et T-DMB n'ont pas été citées).
Le 17 juin 2015, le gouvernement annonce l'arrêt de la transmission en signal analogique de la bande UHF et laisse celui de la bande VHF, en faveur du passage au signal numérique dans presque tout le pays. Depuis cette date, seule Al Aoula est disponible.

### Norvège
Pour la TNT, la Norvège a escamoté la phase MPEG-2 pour se lancer directement en MPEG-4 et coupe progressivement les transmissions hertziennes classiques en mode analogique. À terme, et malgré une géographie au relief très accidenté, le but est de fournir l'accès TNT à environ 95 % des norvégiens. Le reste aura accès aux programmes gratuits via le satellite. Beaucoup de résidences secondaires dans les régions peu peuplées échappent à la couverture des émetteurs TNT.
Le SOA norvégien est actuellement complet (état mars 2009).
Les chaînes de télévision gratuite ne sont pas légion :
- NRK1
- NRK2
- NRK3
- NRK Super
- NRK1 Tegnspråk (en)

S'y ajoute la populaire chaîne :
- TV 2 qui était gratuite jusqu'en 2009.

RiksTVs et Canal Digital offrent des bouquets payants aux amateurs.
Le bouquet des stations de radio gratuites est plus important :
NRK P1, NRK P2, NRK P3, NRK Alltid Nyheter, NRK Alltid Klassisk, NRK Sami Radio, NRK Alltid Folkemusikk, NRK Stortinget, NRK Super, NRK Jazz, NRK Gull, NRK Sport et NRK mP3.

### Pays-Bas
Aux Pays-Bas, la télévision numérique se nomme Digitenne, elle est au format HD depuis le passage à la norme de compression HEVC / H.265.
Composée de 5 multiplex, la TNT néerlaidaise est composée d'un total de 32 chaines TV et 28 radios.
Seules les 3 chaines nationales publique NPO1 NPO2 NPO3 et 4 radios publiques NPO Radio 1, NPO Radio 2, NPO 3FM, NPO Radio 4, NPO Radio 5, NPO 6 Soul & Jazz, FunX sont gratuites .
Les chaines payantes éditée par Digitenne comportent : 26 chaines dans le bouquet de base, ainsi 2 bouquets optionnels (FOX Sport : 2 chaines et Pornhub : chaine érotique).
Liste des 32 chaines disponible :
1. NPO1
2. NPO2
3. NPO3
4. RTL4
5. RTL5
6. SBS6
7. RTL7
8. NET5
9. Disney-HD / Veronica
10. RTL8
11. Comedy central
12. Nickelodeon / Teennick
13. MTV
14. Eén
15. Canvas
16. Discovery Channel
17. TLC
18. Eurosport
19. BBC One
20. BBC Two
21. National Geographic Channel
22. Regional Zender
23. 24Kitchen
24. FOX Sport live 1
25. FOX Sport live 2
26. FOX
27. Xite
28. RTL Z
29. Investigation Discovery
30. CNN
31. Ketnet / OP12
32. Pornhub

Il y a également 28 radios diffusées par Digitenne (NPO1,2,3,4,5,6, Veronica, Skyradio, Radio 538, 100% NL, Qmusic, Classic FM, Radio 10, Arrow Classic Rock, SLAM, BNR Nieuwsradio, FunX, BBC1,2,3,4, Sublim FM, Radio1,2, MNM, Studio Brussel, Klara)

### Pologne
En Pologne, la télévision numérique était avant tout satellitaire. Même si beaucoup de téléviseurs se signalèrent « full-HD » dans les magasins, bien peu intégrèrent un récepteur DVB-T.
Les déploiements en Pologne se sont faits avec le codage MPEG-4 AVC. Le premier émetteur numérique a été activé le 30 septembre 2010. Le lancement officiel de la télévision numérique terrestre a eu lieu le 12 octobre 2012 ; et la diffusion analogique s'est terminée le 31 juillet 2013.
| Canal | Chaîne            | Groupe                   | Multiplex |
| ----- | ----------------- | ------------------------ | --------- |
| 1     | TVP 1             | Telewizja Polska         | MUX 3     |
| 2     | TVP 2             | Telewizja Polska         | MUX 3     |
| 3     | TVP 3 (régionale) | Telewizja Polska         | MUX 3     |
| 4     | Polsat            | Telewizja Polsat         | MUX 2     |
| 5     | TVN               | Grupa TVN                | MUX 2     |
| 6     | TV4               | Polskie Media            | MUX 2     |
| 7     | TV Puls           | Telewizja Puls           | MUX 2     |
| 8     | TVN 7             | Grupa TVN                | MUX 2     |
| 9     | Puls 2            | Telewizja Puls           | MUX 2     |
| 10    | TV6               | Polskie Media            | MUX 2     |
| 11    | Super Polsat      | Telewizja Polsat         | MUX 2     |
| 12    | Eska TV           | ZPR Media                | MUX 1     |
| 13    | TTV               | Stavka                   | MUX 1     |
| 14    | Polo TV           | ZPR Media                | MUX 1     |
| 15    | Antena TV         | MWE Networks             | MUX 1     |
| 16    | TV Trwam          | Fundacja Lux Veritatis   | MUX 1     |
| 17    | Stopklatka        | Kino Polska TV           | MUX 1     |
| 18    | Fokus TV          | ZPR Media                | MUX 1     |
| 29    | TVP ABC           | Telewizja Polska         | MUX 1     |
| 30    | TVP Kultura       | Telewizja Polska         | MUX 8     |
| 31    | TVP Historia      | Telewizja Polska         | MUX 3     |
| 32    | TVP Sport HD      | Telewizja Polska         | MUX 3     |
| 34    | TVP Info HD       | Telewizja Polska         | MUX 3     |
| 35    | TVP Kobieta       | Telewizja Polska         | MUX 8     |
| 38    | Metro             | TVN Discovery Polska     | MUX 8     |
| 39    | Zoom TV           | Kino Polska TV           | MUX 8     |
| 40    | Nowa TV           | ZPR Media                | MUX 8     |
| 41    | WP                | Wirtualna Polska Holding | MUX 8     |
| 82    | TVP 4K            | Telewizja Polska         | MUX 5     |
| 83    | TVP Kultura HD    | Telewizja Polska         | MUX 5     |
| 84    | TVP Polonia HD    | Telewizja Polska         | MUX 5     |
| 85    | TVP Rozrywka      | Telewizja Polska         | MUX 5     |
| 86    | TVP Dokument HD   | Telewizja Polska         | MUX 5     |
| 87    | TVP Kobieta HD    | Telewizja Polska         | MUX 5     |
| 800   | TVN HD            | TVN Discovery Polska     | MUX 6     |
| 801   | TVN 7 HD          | TVN Discovery Polska     | MUX 6     |
| 802   | TTV HD            | TVN Discovery Polska     | MUX 6     |
| 803   | Metro HD          | TVN Discovery Polska     | MUX 6     |
| 804   | TVN Fabuła HD     | TVN Discovery Polska     | MUX 6     |

### Portugal

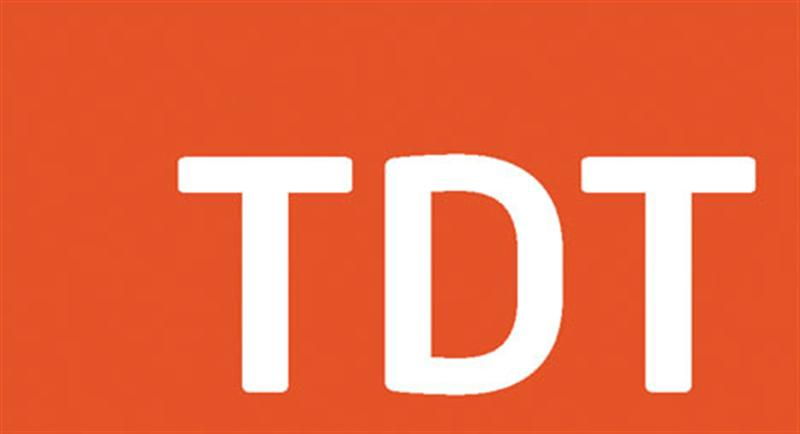
Logo de la TDT Televisão Digital Terrestre.

Au Portugal, la télévision numérique est implantée depuis le 29 avril 2009 sous le nom de TDT (Televisão Digital Terrestre). La TDT comprend 4 grandes chaines nationales (RTP1, RTP2, SIC, TVI), c'est-à-dire les mêmes chaînes qu'en analogique.
À partir du 18 septembre 2012, une cinquième chaîne fera son apparition, il s'agit de ARtv, qui est la chaîne parlementaire portugaise, cette chaîne existe depuis 2002.
Un canal HD partagé entre les chaînes nationales a été prévu, mais il n'émet aucun programme à l'heure actuelle.
Au début des émissions TDT, il était prévu qu'il y ait huit multiplex destinés à la diffusion de la télévision numérique terrestre : un pour les chaînes gratuites et sept autres pour les chaînes payantes. Désormais, à la suite de l'abandon de PT Comunicações, seule entreprise à être habilitée à développer la télévision payante par la TDT, l'utilisation des ressources hertziennes vacantes sont remises en question. On parle de diffuser les chaînes gratuites existantes en HD.
Actuellement ce sont officiellement 9 millions de Portugais qui sont couverts par le numérique, soit 90 % de la population portugaise.
La télévision numérique terrestre n'est diffusée qu'en norme MPEG-4.
Le 1er décembre 2016, deux nouvelles chaînes complètent l'offre TDT avec RTP3, chaîne d'information en continu et RTP Memória, chaîne d'histoire télévisuelle (sorte d'INA).
| Liste des chaines | Position | Groupe        | Création | Type                   |
| RTP1              | 1        | RTP           | 1957     | Généraliste Publique   |
| RTP2              | 2        | RTP           | 1968     | Généraliste Publique   |
| SIC               | 3        | Impresa       | 1992     | Généraliste Privée     |
| TVI               | 4        | Media Capital | 1993     | Généraliste Privée     |
| ARTV              | 5        | Gouvernement  | 2002     | Parlementaire          |
| RTP3              | 6        | RTP           | 2001     | Information            |
| RTP Memória       | 7        | RTP           | 2004     | Archives Télévisuelles |
| EEC Secundário    | 8        | RTP           | 2021     | Généraliste Publique   |
| ----------------- | -------- | ------------- | -------- | ---------------------- |

Deux autres chaînes de télévision régionales appartenant au groupe RTP, sont incluses dans la TDT, mais leur transmission n'est effective que sur les archipels des Açores ou Madère :
- RTP Madeira, (créée en 1972) diffusée exclusivement à Madère
- RTP Açores, (créée en 1975) diffusée exclusivement aux Açores

La télévision analogique s'arrêtera en plusieurs phases :
- Courant 2011 : Zones pilotes, afin d'évaluer l'impact de ce dernier :
  - Émetteur d'Alenquer : 12 mai 2011
  - Émetteur de Cacém : 16 juin 2011
  - Émetteur de Nazaré : 13 octobre 2011
- 12 janvier 2012 : Toute la bande littorale du Portugal
- 22 mars 2012 : Açores et Madère
- 26 avril 2012 : Le reste du pays, arrêt définitif de la télévision analogique au Portugal[32]

RTP1, RTP2, RTP3, RTP Memória, SIC, TVI et ARTV sont actuellement diffusés sur 1 seul multiplex.
L'ouverture d'un 2e multiplex, ou plus, est attendue, ainsi que le déploiement du DVB-T2 pour que de nouvelles chaînes puissent entrer dans l'offre et que les chaînes actuelles commencent à diffuser en HD.
En 2020, Altice dit vouloir que de nouvelles chaînes entrent dans la TNT à un moment où les chaînes RTP Açores, RTP Madeira et RTP Internacional devraient entrer dans le réseau national et les 2 chaînes d'information et de sport tant attendues (et oubliées).
L'avenir de la TNT est actuellement incertain car Altice, la société qui la gère, ne souhaite pas renouveler un contrat se terminant en 2023, devant donc être cédé à une autre société.
Début 2021, l'opérateur public RTP vient d'annoncer le lancement de deux nouvelles chaînes sur la TNT : 
- RTP África (présente sur le câble et satellite)
- Canal do conhecimento (nouvelle chaîne de la connaissance développée en collaboration des universités locales)

RTP África a été sélectionnée par ses dirigeants car elle « contribuera à une meilleure inclusion des communautés africaines au Portugal tout en renforçant le lien entre le Portugal et les pays lusophones d'Afrique ».
Le gouvernement juge que la TNT soit trop couteuse, également que la pauvreté du bouquet TNT ne répond pas aux attentes de sa population, envigageant une possible suppression de sa diffusion à l'avenir.

### Russie
La télévision numérique terrestre est apparue en été 2009 avec le lancement d'un premier multiplex comprenant : Perviy Kanal, Rossiya-1, Rossiya-2 (maintenant Match-TV), NTV, Pétersbourg TV-5, Rossiya-K, Rossiya-24, Bibigon (devenue Carousel). Au printemps 2013, s'est ajouté deux autres chaînes sur ce multiplex : OTR et TV-Center.
Le format numérique DVB-T sur DVB-T2 a été remplacé le 19 mars 2012
Lancement du deuxième multiplex le 14 décembre 2012, comprenant : REN TV, TV Center (devenue Spas à partir de 2013), STS, Domashniy, Sport (devenue TV-3 à partir de 2013), NTV Plus Sport Plus (devenue Pyatnica! à partir de 2015), Zvezda, Mir, TNT et Muz-TV.
En 2014, lancement du troisième et quatrième multiplex en Crimée, après l'annexion de cette région par la Russie.
Le 15 janvier 2015 est lancé à Moscou et sa région un troisième multiplex diffusant certaines chaînes par satellite (telles que sur 22 canaux 2х2 à 24h et dans les 11 h 59, My planet dans les 12h-18h, et dans les 18h-24h - Nauka 2.0).
Le 30 novembre 2018, un calendrier connu pour éteindre la télévision analogique en Russie et le 10 décembre 2018, le ministère du Développement numérique, des Communications et des Communications de masse de la fédération de Russie a approuvé le calendrier pour éteindre la radiodiffusion analogique.
3 décembre 2018 - la région pilote est déconnectée, la télévision analogique est déplacée dans la Oblast de Tver
À partir du 11 février 2019, la désactivation progressive de la télévision analogique commencera 7 régions
Et le 15 avril 2019, 20 régions seront coupées (y compris Moscou et la Oblast de Moscou)
Et le 3 juin 2019 désactivera toutes les régions de la Russie (y compris Saint-Pétersbourg et la Oblast de Leningrad, et la République de Crimée et Sébastopol)
Et les canaux d'éther non piétinés dans le paquet de deux multiplex, iront à la télévision par câble et par satellite
Le premier multiplex:
- Pierviy Kanal
- Russie-1
- Match-TV
- NTV
- Pétersbourg TV-5
- Russie-Culture
- Russie-24
- Carousel
- OTR (Télévision publique de Russie)
- TV Centre

Le deuxième multiplex
- REN-TV
- Spas
- CTC
- Domashniy
- TV-3
- Pyatnica!
- Zvezda
- Mir
- TNT
- Muz-TV

Un 3e multiplexe est également disponible.

### Royaume-Uni
La TNT est présente au Royaume-Uni depuis 1998 sous le nom de OnDigital et depuis 2001 ITV Digital. Depuis la faillite de ITV Digital, la TNT a été relancée le 30 octobre 2002 sous le nom de Freeview. Le bouquet, diffusé en clair, est composé d'une trentaine de chaînes de télévision et d'une vingtaine de radios.
En 2012, le service analogique disparaîtra et les émissions de télévision se feront exclusivement en numérique. La couverture actuelle de la diffusion du service numérique est d'environ 98,5 %.
Un bouquet payant appelé Top Up TV est également disponible. Il regroupe une douzaine de chaînes supplémentaires.
La TNT au Royaume-Uni est également disponible par satellite avec Freesat, qui regroupe plus de 150 chaînes nationales, régionales et internationales.

### Suède
En Suède, les émissions de la TNT ont débuté en 1999. L'extinction des fréquences analogiques a commencé le 19 septembre 2005 et s'est achevée le 1er février 2008.
La diffusion en clair de chaînes de la TNT est assurée par Teracom, une société contrôlée par l'État suédois. Cette diffusion concerne notamment un bouquet de chaînes publiques du groupe Sveriges Television (SVT1, SVT2, SVT24, Barnkanalen et Kunskapskanalen). D'autres bouquets diffusés en clair proposent des chaînes privées financées par la publicité.
Un bouquet de chaines payantes est également proposé par la société Boxer TV Access.
À noter que les chaînes Finlandaises sont reçues en TNT à Stockholm.

### Suisse
La Télévision numérique terrestre existe à nouveau en Suisse depuis 2020, à l'initiative de milieux extérieurs à la SSR.
La Suisse romande est majoritairement couvertes par un bouquet de 6 à 10 chaînes (état: décembre 2020) incluant RTS1 et RTS2, les chaînes francophones de la SSR, en HD. La couverture pourrait être complétée en fonction du succès de cette diffusion. Cette diffusion par 3 émetteurs déborde sur les régions françaises proches de la frontière (Dôle, Salève, Chasseral* (*12.2020).
La Suisse alémanique est en partie couverte par l'émetteur romand du Chasseral (Plateau alémanique) qui ne diffuse cependant que des chaînes romandes, à l'exception notable de la 1ère chaîne alémanique en SD (SF1), ainsi que par un émetteur HD en Suisse orientale financé par des diffuseurs autrichiens.
La diffusion officielle de la TNT, sous le contrôle de la SSR, a existé en Suisse entre 2003 et le 4 juin 2019, date à laquelle le dernier émetteur SSR a été arrêté. La diffusion était alors limitée à 4 ou 5 chaînes du service public, en SD. L'interruption a eu lieu pour raisons d'économies financières.
Des réseaux privés à péage émettant en régions de montagne avaient été arrêtés en 2013 et 2018. Seule la chaîne genevoise Léman Bleu émet sans interruption à Genève depuis le 15 mai 2010. Cette chaîne fait aussi partie du nouveau multiplex romand démarré en juin 2020.
En résumé, par initiatives privées, la TNT suisse peut être reçue dans la plupart de la Suisse occidentale (Suisse romande et plateau jurassien romand et alémanique) et localement en Suisse orientale.

## Annexe